# Condizione della donna in Giappone

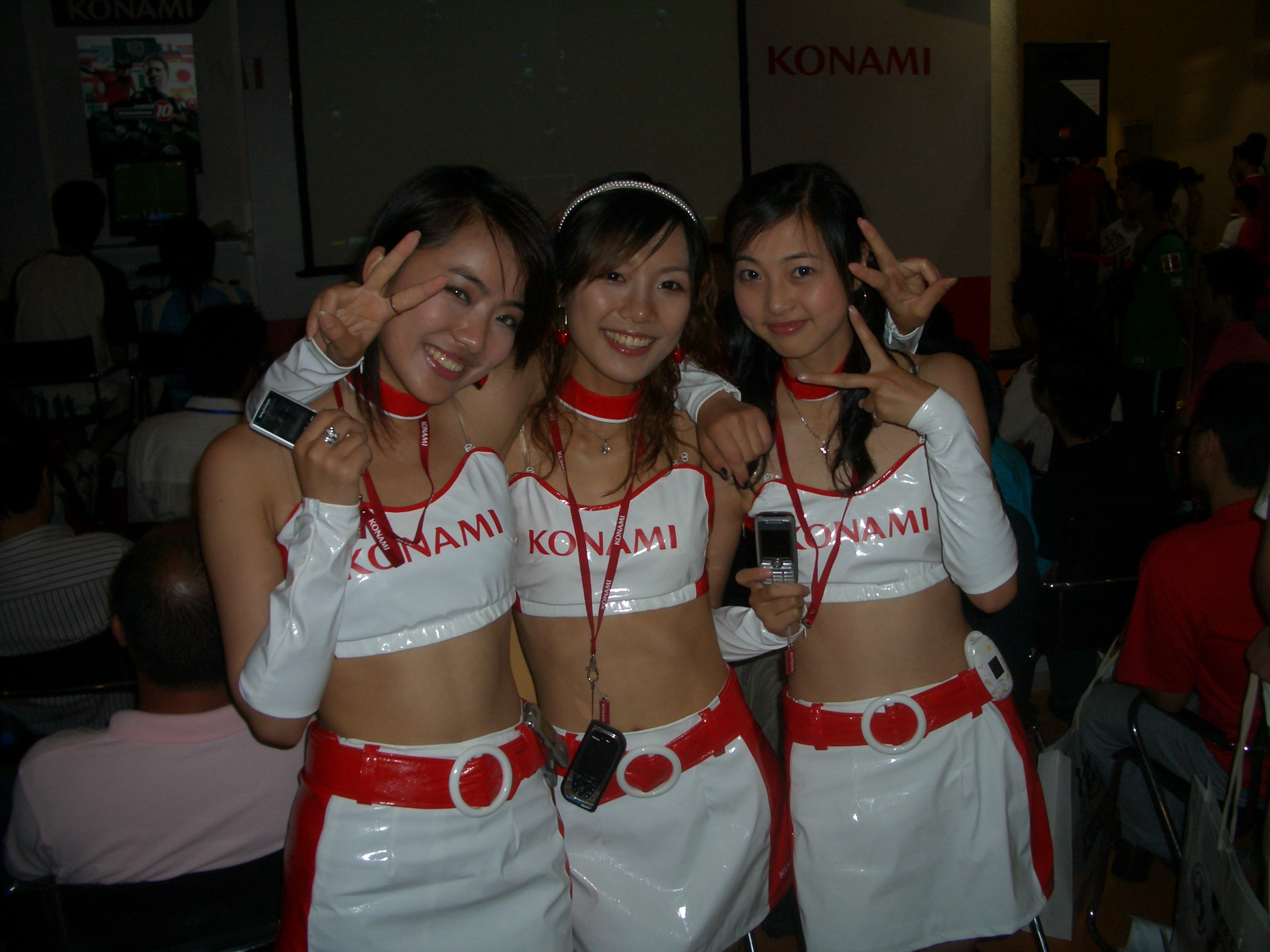
Ragazze giapponesi che fanno le Konami girl.

Dopo la fine della seconda guerra mondiale la posizione giuridica delle donne giapponesi è stata ridefinita dalle truppe alleate di occupazione del Giappone, che ridefinirono i diritti femminili con una clausola alla Costituzione giapponese entrata in vigore nel 1947 e rivista all'interno del Codice Civile dell'anno seguente nel quale ai diritti individuali fu data la precedenza agli obblighi familiari.

## Storia
La diversità di ruoli assegnati a uomini e donne in Giappone ha avuto fin dall'inizio della sua Storia un importante ruolo nella cultura del Paese, anche se, alla luce di quanto scoperto negli anni Duemila, ciò viene pesantemente messo in discussione. Infatti tale difformità tra i ruoli assegnati alle donne e agli uomini parrebbe già assottigliarsi durante l'VIII secolo, quando comparvero le prime imperatrici, mentre nel XII secolo le donne erano in grado di ereditare le proprietà e di gestirle autonomamente, oltre a essere autorizzate a ricevere un'educazione e, seppur in modo discreto, ad avere amanti. Vi sono inoltre prove di donne che occupavano posizioni elevate nella società durante il periodo Kamakura, e documenti lasciati dal missionario portoghese Luís Fróis risalenti al XVI secolo, i quali descrivono in che modo le donne giapponesi dell'epoca potessero scegliere di sposarsi e divorziare liberamente, effettuare aborti e avere relazioni sessuali aperte. Inoltre si ritiene che, a causa dell'influenza dell'animismo shintoista, il legame tra le donne e il rapporto sessuale era visto come di origine divina nel Giappone antico, mentre il radicale cambiamento di significato (successivamente assunse l'accezione di atto impuro) era dovuto principalmente all'influenza del Buddismo.
Fu dal periodo Edo che la condizione delle donne cominciò a peggiorare. Durante il periodo Meiji la crescente industrializzazione e l'urbanizzazione del Paese fece diminuire l'autorità del ruolo dei padri e dei mariti, ma allo stesso tempo, a causa dell'instaurazione del codice civile Meiji del 1898 (e in particolare dell'introduzione del sistema familiare ie), molti dei diritti fino ad allora riconosciuti alle donne vennero loro negati. Comunque il sistema prettamente patriarcale di cui godeva la società in quel periodo era per lo più un elemento “di facciata” (tatemae) e la differenza tra uomo e donna era ancora piuttosto minima.
Dopo la seconda guerra mondiale, alle donne, così come agli uomini, venne garantita la piena libertà di scegliere il coniuge e l'occupazione, di ereditare e possedere beni con il loro nome proprio, oltre alla garanzia sul mantenimento della custodia dei figli; il diritto di voto per la popolazione femminile è stato ottenuto a partire dal 1946. Altre riforme degli anni successivi hanno aperto alle donne gli istituti d'istruzione d'ogni ordine e grado e hanno concesso parità di trattamento nei luoghi di lavoro, ricevendo egual retribuzione per egual lavoro.
Nel 1986 venne promulgata una legge per le pari opportunità in materia d'occupazione: legalmente, pochissime barriere rimangono per una completa partecipazione paritaria delle donne nella vita sociale, tra cui la controversia scoppiata nel 2005 riguardante la linea di successione al trono riservata ai maschi.

## Istruzione e partecipazione sociale

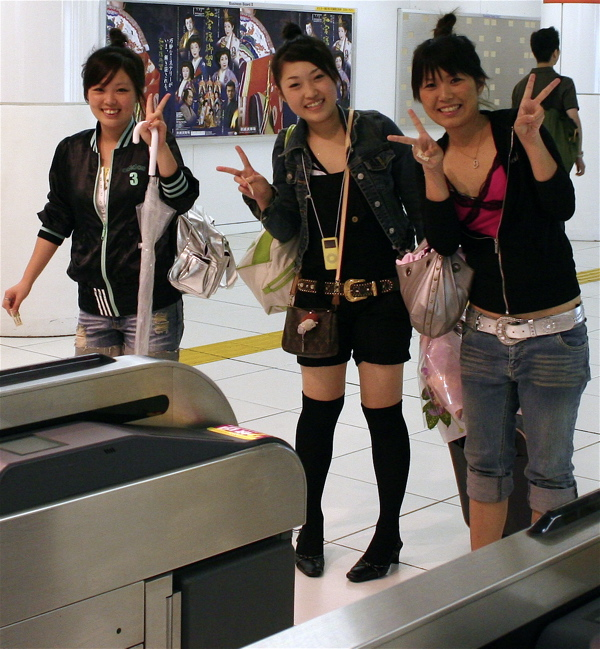
Ragazze a Tokyo.

Tradizionalmente, il concetto espresso nella frase proverbiale "buona moglie, madre saggia" (良妻賢母?, ryōsai kenbo) ha influenzato fino alla metà del Novecento e oltre la credenza circa i ruoli di genere: l'ideale e dovere della donna è quello di occuparsi degli interessi della casa e dei figli, almeno fino a che questi sono piccoli, piuttosto che entrare nella competizione sociale. Nella maggior parte dei nuclei familiari la responsabilità dei bilanci, quindi dello stile di vita da far assumere alla famiglia - ma anche la formazione e carriera dei figli -, è ancora completamente della donna; tanto che eventuali problemi dei vari membri della casa ricadono come colpa sociale su di essa.
Lungo tutto il corso del Novecento le opportunità d'istruzione femminile sono aumentate; nel 1989 tra i nuovi impiegati il 37% delle donne aveva conseguito un'istruzione oltre la scuola secondaria superiore, contro il 43% degli uomini. La maggior parte delle donne però aveva ricevuto la sua istruzione post-secondaria in junior college e scuole tecniche, piuttosto che in università e scuole di specializzazione.

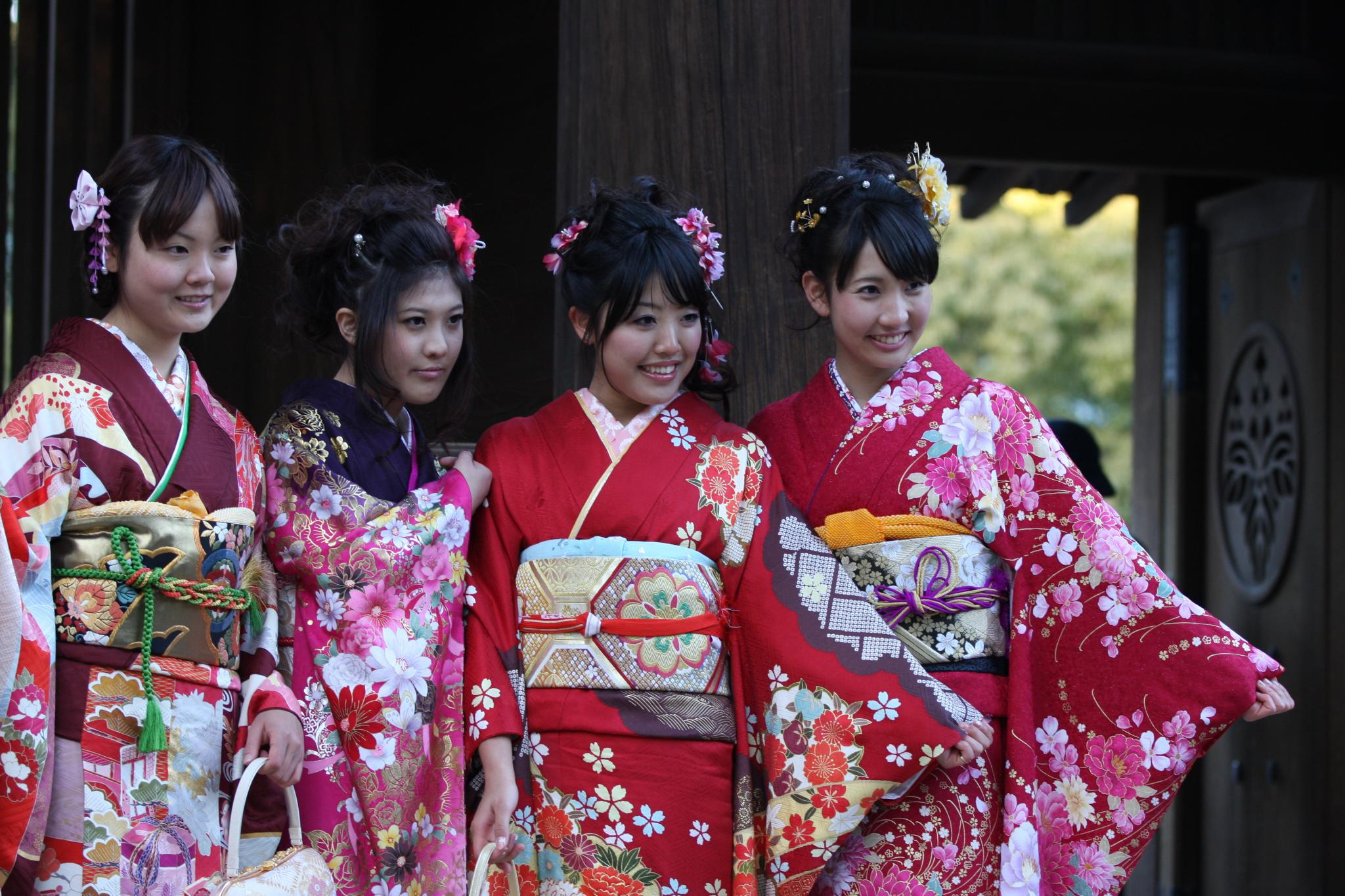
Donne giapponesi in Kimono.

## Partecipazione alla forza lavoro
Nell'ultimo ventennio del XX secolo ha iniziato a emergere una nuova generazione di donne istruite, alla ricerca primariamente di una carriera come donna che lavora prima ancora che come moglie e madre; la componente femminile della forza lavoro in tutto il paese è aumentata senza precedenti: nel 1987 vi erano 24,3 milioni di donne nel mercato lavorativo (il 40% dell'intera forza lavoro).
Nel 1990 la metà di tutte le donne oltre i 15 anni di età era retribuita per un proprio impiego autonomo: l'allontanamento dal lavoro domestico di base ha coinciso con un forte aumento del lavoro autonomo femminile, anche con una maggior partecipazione di donne sposate, rompendo così lo schema consuetudinario di netta separazione tra casa e posto di lavoro. Nel 1950 la maggior parte delle dipendenti erano giovani e single, il 62% delle donne lavoratrici nel 1960 non era sposata: nel 1987 invece i due terzi della partecipazione femminile alla forza lavoro era costituita da donne sposate, mentre solamente il 23% era composto da single.

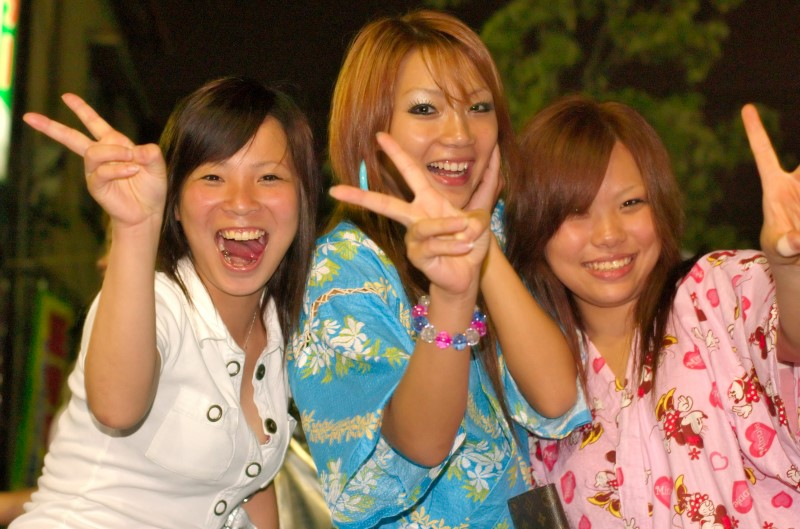
Donne giapponesi

### Cambiamenti interni alla società
Ancor oggi è abbastanza comune che le donne lascino il lavoro subordinato dopo il matrimonio, eventualmente ritornandovi dopo che i figli più piccoli hanno iniziato a frequentare le scuole; queste donne di mezza età però generalmente hanno bassa retribuzione, lavorando in fabbrica o venendo occupate attraverso servizi part time. Continuano ad avere la responsabilità quasi totale nei riguardi di casa e figli, e spesso il loro impiego viene giustificato come estensione delle proprie responsabilità alle cure familiari.
Alcune donne continuano attivamente a lavorare anche dopo il matrimonio, più spesso in impieghi altamente professionali e governativi, ma il loro numero non è alto; altre possono iniziare una propria attività o assumere l'azienda di famiglia. Nonostante il supporto legale a favore di un miglioramento di status e di una piena uguaglianza di genere, le donne sposate ritengono che il lavoro fuori casa richieda un impegno lungo e continuativo; poiché nella maggioranza dei casi guadagnano mediamente il 60% di quanto prendono gli uomini, molte non hanno ritenuto vantaggioso assumere a tempo pieno posti di responsabilità dopo il matrimonio, se così facendo avessero dovuto trascurare la gestione familiari e la cura dei propri figli.

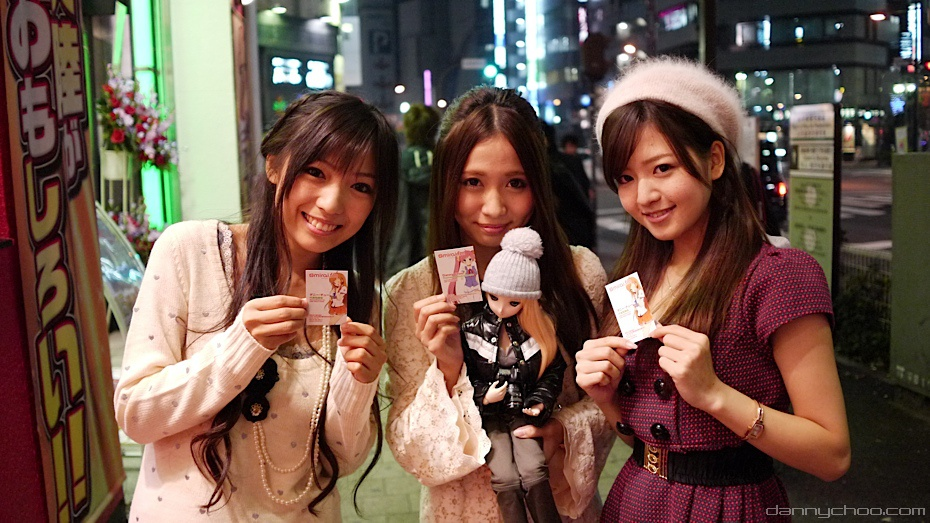
Giovani donne giapponesi.

Lo status femminile nel mondo del lavoro comincia a variare considerevolmente a partire dalla fine degli anni '80, molto probabilmente a causa dei cambiamenti dovuti al progressivo invecchiamento generale della popolazione: sempre più lunghe aspettative di vita, famiglie più piccole e minori nascite — abbassando così le aspettative di cura familiari — hanno portato sempre più donne a partecipare pienamente alla forza lavoro. Allo stesso tempo essendovi meno laureati maschi si sono avute per la popolazione femminile maggiori opportunità di riempire quei settori di lavoro lasciati scoperti dagli uomini.
La condizione femminile nel Giappone contemporaneo è in fase d'aggiornamento: le posizioni socio-economiche delle donne stanno cambiando, così come le politiche generali nei riguardi dei doveri e impegni delle madri, grazie anche ai saggi critici di genere pubblicati dalle studiose femministe.
Nel 2010 l'80% delle donne giapponesi oltre i 25 anni aveva completato almeno l'istruzione secondaria; nel 2011 il 49,4% della popolazione femminile aveva un impiego retribuito; nel 2012 il 13,4% dei parlamentari erano donne, collocando il Giappone al 21º posto in classifica su un totale di 148 paesi.

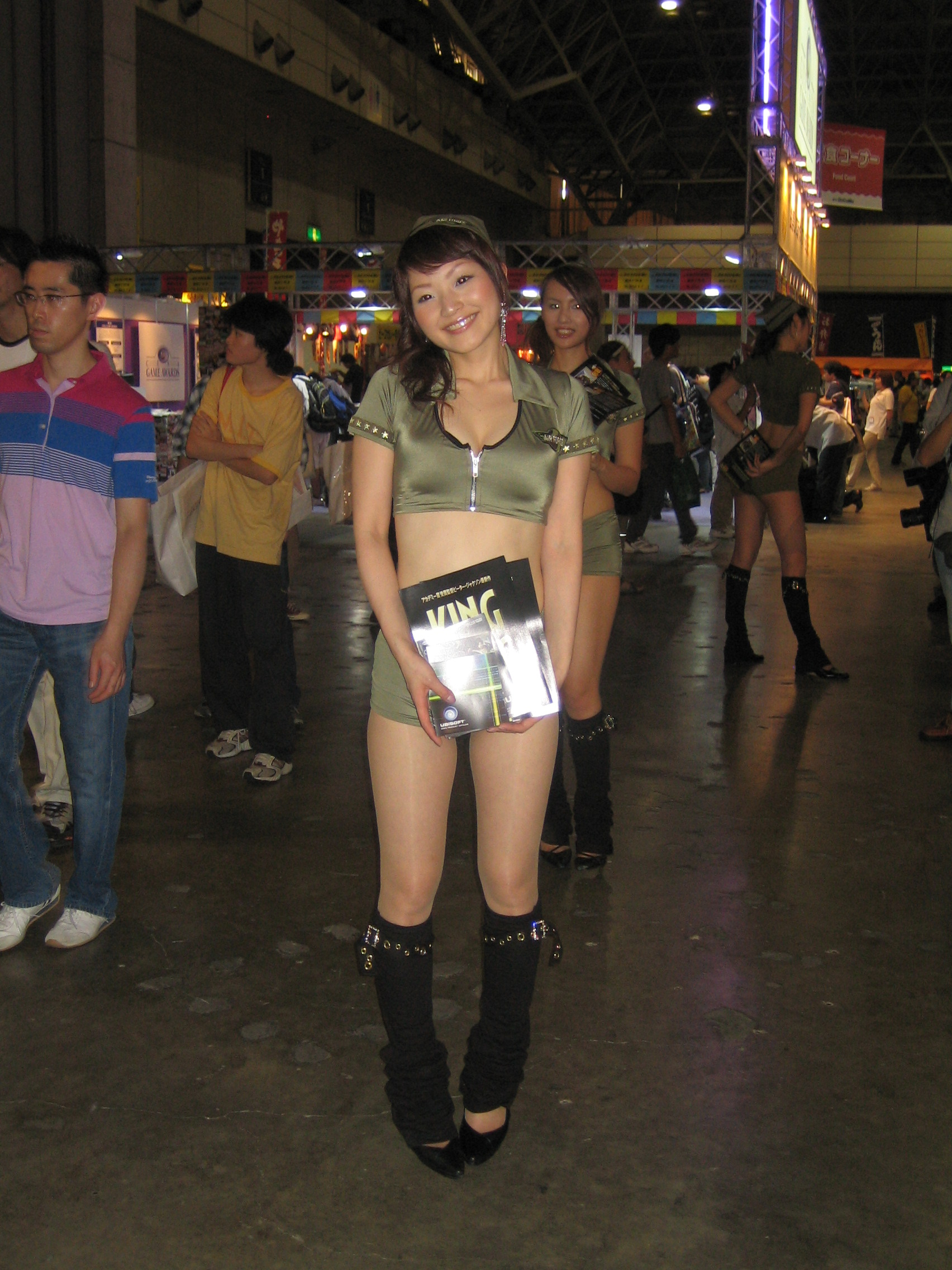
Ragazza giapponese.

## Figure artistiche importanti
- Komako Kimura (nata nel 1887), attrice, danzatrice e suffragetta
- Chako Abeno, mangaka
- Akira Amano (nata nel 1973), mangaka
- Kozue Amano (nata nel 1974), mangaka
- Namie Amuro (nata nel 1977), cantante
- Yana Toboso (nata nel 1984), mangaka
- Yuki Amemiya, mangaka
- Yasuko Aoike (nata nel 1948), mangaka
- Kotomi Aoki (nata nel 1980), mangaka
- Ume Aoki, mangaka
- Chiho Aoshima (nata nel 1974), artista pop
- Hina Aoyama (nata nel 1970), artista di taglio di carta, illustratrice
- Kiyoko Arai, mangaka
- Hiromu Arakawa (nata nel 1973), mangaka
- Sakura Asagi, illustratrice, mangaka
- Yū Asagiri, mangaka
- George Asakura (nata nel 1974), mangaka
- Hinako Ashihara, mangaka
- Izumi Aso (nata nel 1960), mangaka
- Ippongi Bang (nata nel 1965), artista multimediale e mangaka
- Toriko Chiya, mangaka
- Junko Chodos (nata nel 1939), artista di media misti, residente negli Stati Uniti d'America
- Nanae Chrono (nata nel 1980), mangaka
- CLAMP, artiste mangaka
- Eiki Eiki (nata nel 1971), mangaka
- Nariko Enomoto (nata nel 1967), mangaka
- Chie Fueki (nata nel 1973), pittrice giapponese-americana
- Mihona Fujii (nata nel 1974), mangaka
- Kazuko Fujita (nata nel 1957), mangaka
- Cocoa Fujiwara (1983-2015), mangaka
- Hiro Fujiwara (nata nel 1981), mangaka
- Moto Hagio (nata nel 1949), mangaka
- Ayumi Hamasaki (nata nel 1978), cantante
- Akiko Hatsu (nata nel 1959), mangaka
- Nanae Haruno, mangaka
- Bisco Hatori (nata nel 1975), mangaka
- Akiko Higashimura (nata nel 1975), mangaka
- Tatsu Hirota (1904-1990), pittrice, ha introdotto il nudo artistico in Giappone
- Megumi Igarashi (nata nel 1972), scultrice, mangaka
- Ike Gyokuran (1727-1784), pittrice, calligrafa, poetessa
- Leiko Ikemura (nata nel 1951), pittrice giapponese-svizzera, scultrice
- Shirley Kaneda (nata nel 1951), artista, educatrice, scrittrice con sede a New York
- Yuko Takada Keller (nata nel 1958), artista, curatrice di mostre, scrittrice con sede in Danimarca
- Asami Kiyokawa (nata nel 1980), artista di ricami
- Rieko Kodama (nata nel 1963), designer di videogiochi, artista
- Nahoko Kojima (nata nel 1981), artista in carta
- Shigeko Kubota (1937-2015), artista video, scultrice
- Koda Kumi (nata nel 1982), cantante
- Yayoi Kusama (nata nel 1929), artista multidisciplinare, scrittrice
- Seiko Matsuda (nata nel 1962), cantante
- a, cantante
- Fuyuko Matsui (nata nel 1974), pittrice Nihonga
- Samizu Matsuki (nata nel 1936), pittrice, educatrice, residente negli Stati Uniti
- Mitsukazu Mihara (nata nel 1970), illustratrice, artista e mangaka
- Keiko Minami (1911-2004), pittrice, incisore, poetessa
- Mokona (nata nel 1968), mangaka
- Junko Mori (nata nel 1974), scultrice
- Mariko Mori (nata nel 1967), artista contemporanea
- Tsubaki Nekoi (nata nel 1969), mangaka
- Betty Nobue Kano (nata nel 1944), pittrice, residente negli Stati Uniti
- Nanase Ohkawa (nata nel 1967), mangaka
- Katsushika Ōi (1800-1866), artista Ukiyo-e
- Yōko Ono (nata nel 1933), artista multimediale, cantante, attivista del pacifismo
- Emi Ozawa (nata nel 1962), artista contemporanea
- Junco Sato Pollack (attiva dal 1970), artista tessile, con sede negli Stati Uniti
- Yoshiko Shimada (nata nel 1959), artista video, femminista
- Michiko Suganuma (nata nel 1940), artista di lacca Urushi-e
- Tomoko Takahashi (nata nel 1966), artista di installazione, con sede a Londra
- Mitsuba Takanashi (attiva dalla fine degli anni '90), mangaka
- Aya Takano (nata nel 1976), mangaka, scrittrice
- Kiyohara Tama ((1861-1939), pittrice, con sede in Italia
- Atsuko Tanaka (1932-2005), artista dell'avanguardia
- Yōko Tawada (nata nel 1960), scrittrice residente in Germania
- Kea Tawana (nata nel 1935), scultrice residente negli Stati Uniti
- Atsuko Tsurumi (nata nel 1951), pittrice
- Hana Usui (nata nel 1974), artista visiva residente in Europa
- Utada Hikaru (nata nel 1983), cantante
- Yoshiko Iwamoto Wada (nata nel 1944), artista tessile
- Matsuda Yuriko (nata nel 1943), ceramista